# مقاطعة سيوتو (أوهايو)
مقاطعة سياتو بالإنجليزية: Scioto County)‏ هي إحدى مقاطعات ولاية أوهايو في الولايات المتحدة الأمريكية.